# Brian Billick
Brian Billick (* 28. Februar 1954 in Fairborn, Ohio) ist ein ehemaliger US-amerikanischer American-Football-Spieler und -Trainer. Bis zum Ende der Saison 2007 war er Head Coach der Baltimore Ravens in der National Football League (NFL). Er arbeitet zurzeit als Sportanalyst beim Fernsehsender FOX.

## Jugend
Billick spielte in seiner Jugend neben Football auch Basketball. Auf der High School spielte er sowohl als Quarterback, wie auch als Safety. Er hält noch heute den Staatsrekord von Ohio mit 21 Interceptions. Sein Collegestudium begann er zunächst an der United States Air Force Academy als Linebacker, wechselte aber dann nach einem Jahr zur Brigham Young University und spielte dort Tight End bei den BYU Cougars. In der Saison 1976 fing er 20 Pässe für einen Raumgewinn von 338 Yards.

## Profispieler
Im NFL Draft 1977 wurde Billick in der 11. Runde an der 295. Stelle von den San Francisco 49ers ausgewählt. Vor der Saison wurde er aber entlassen und schloss sich daraufhin den Dallas Cowboys an, bei denen er allerdings auch nie zum Einsatz kam. Billick spielte als Profi nie in der NFL.

## Trainer
Billick begann, nachdem seine Spielerlaufbahn gescheitert war, bereits in jungen Jahren als Trainer. 1978 war er zunächst an seinem alten College Assistant Coach unter LaVell Edwards, bevor er bei drei weiteren Colleges als Assistenztrainer arbeitete. 1992 wurde er dann schließlich von den Minnesota Vikings als Offensive Coordinator von Coach Dennis Green verpflichtet. Unter ihm entwickelten sich die Vikings zu einer sehr guten Angriffsmannschaft, regelmäßig zog das Team in die Play-offs ein, der ganz große Wurf, der Gewinn des Super Bowls sollte Billick mit der Mannschaft allerdings nicht gelingen. 1998, in seinem letzten Jahr bei den Vikings konnten diese 15 ihren 16 Spiel in der Regular Season gewinnen, die Mannschaft scheiterte aber im NFC Championship Game an den Atlanta Falcons. Trotzdem hatte Billicks Quarterback Randall Cunningham eine sehr gute Saison gespielt und 34 Touchdowns erzielt, sein Quarterback Rating war mit 106 herausragend. Die Wide Receiver Randy Moss und Cris Carter konnten in dieser Saison beide jeweils über 1000 Yards erzielen.
Mit der Leistung als Assistenztrainer bei den Vikings war Billick auch als Head Coach ein gefragter Mann und erhielt 1999 diese Position bei den Baltimore Ravens. Im ersten Jahr konnte Billick seine Mannschaft, die seit ihrer Gründung regelmäßig mehr Spiele verlor, als sie gewinnen konnte zu einer ausgeglichenen Saisonbilanz führen. In seinem zweiten Jahr zogen die Ravens dann zum ersten Mal in die Play-offs ein und gewannen das AFC Championship Game gegen die Oakland Raiders, die von Billicks Konkurrenten Jon Gruden trainiert wurden, mit 16:3. Der Einzug in den Super Bowl war die Folge. Den Super Bowl XXXV gewannen die Ravens mit ihrem Quarterback Trent Dilfer schließlich gegen die New York Giants unter Coach Jim Fassel mit Quarterback Kerry Collins mit 34:7.
Nachdem die Ravens in den Spielzeiten danach nie an die Erfolge aus der Saison 2000 anknüpfen konnten, wurde Billick zum Ende der Spielzeit 2007, nach einer enttäuschenden 5:11-Bilanz, von seinen Aufgaben entbunden.

## Abseits des Spielfelds
Billick arbeitet mittlerweile als Analyst und Moderator beim Fernsehen und ist an der Übertragung von Footballspielen beteiligt.